# Tuctoria mucronata
Tuctoria mucronata là một loài thực vật có hoa trong họ Hòa thảo. Loài này được (Crampton) Reeder miêu tả khoa học đầu tiên năm 1982.